# Hamneda
Hamneda är en småort i Ljungby kommun och kyrkbyn i Hamneda socken som är belägen vid Lagan. Orten har 156 invånare (2023).
I och kring Hamneda finns 590 kända fornlämningar, varav ett tjugotal hällkistor från yngsta stenåldern. I byn fanns från åtminstone 1394 fram till 1689 Sunnerbo härads tingsplats.
Hamneda hade en hamn vid Lagan med ångbåtsförbindelse med Ljungby 1884–1898. För länge sedan drog man timmer genom sjöarna och Lagan med ångbåt. Lagan flyter många mil utan forsar.
Skåne-Smålands Järnväg öppnades för trafik 1899 och ersatte båtförbindelsen med Ljungby. Vid Hamneda drogs järnvägen öster om Lagan där stationen byggdes. Ett samhälle växte fram med ett flertal affärer.
Den nuvarande kyrkan i Hamneda byggdes åren 1889–1892 (efter ritningar av arkitekten Fritz Eckert) strax öster om Lagan och ersatte då en kyrka från 1100-talet vilken revs 1894. Den gamla kyrkan var placerad något längre söderut på Lagans motsatta, västra, strand.
Längs Lagastigen låg Hamneda gamla gästgivargård, nu byggnadsminnebevarad. 